# Aeroporto de Bauru-Arealva
O Aeroporto Estadual de Bauru-Arealva / Moussa Nakhl Tobias (IATA: JTC, ICAO: SBAE) foi inaugurado em 23 de outubro de 2006 e recebeu essa denominação de "Moussa Nakhl Tobias" em 2007, empresário bauruense de origem libanesa, que também exerceu o cargo de vice-prefeito de Bauru. O Aeroporto de Bauru é uma importante conquista de Bauru e região. Trata-se de uma ferramenta fundamental para o progresso da cidade, que espera transformá-lo em aeroporto de cargas e hub de ligação com outras capitais e cidades. O aeródromo tem uma infraestrutura moderna, um terminal de passageiros (TPS) com 2.500 metros quadrados, uma pista de 2.100 x 45 metros (está em trâmite no DAESP uma ampliação de mais 700 metros, que passará de 2.100 para 2.800), pista de taxiamento, pátio de manutenção de aeronaves e um pátio de embarque/desembarque com capacidade para sete Boeings 737 simultaneamente. Há também estacionamento, locadora de veículos, lanchonete, bem como áreas destinadas, por exemplo, a lojas, caixas eletrônicos e etc.
O aeroporto também tem projetada a construção de um terminal de cargas (TECA), hangares de variados tipos e áreas para futuras ampliações dos terminais, outras instalações operacionais e ainda espaço para a construção de mais uma pista.